# 單承矩
單承矩（Shan Cheng-Ju，1967年7月1日—），生於台灣台北市，台灣舞台劇演員、編劇、製作人及導演，曾演出兒童劇、歌舞劇與現代劇場及電影電視等。曾任台北藝術大學戲劇系及劇場設計系講師，為363小劇場四位創辦人之一。

## 生平
畢業於中國文化大學青少年兒童福利學系。1986年，參與魔奇兒童劇團。

## 演藝作品

### 劇場編導
- 安徒生和莫札特的創意劇場：《小太陽：一個家的音樂劇》
- 台北愛樂：《新龜兔賽跑》、《約瑟夫的神奇彩衣》、《魔笛狂想》
- 2002年臺北藝術節：《梁山伯與祝英台》
- 天使蛋劇團：《誰要借芭蕉扇》、《兔子先生等等我》
- 親愛的劇團：《收信快樂》
- 春禾劇團：《媽在江湖》
- 外表坊時驗團：《鬼扯》、《收信快樂》
- 台北市立交響樂團：《兒童交響樂團音樂會》
- 李清照私人剧團感傷動作派：《夏綠地》、《陳清揚》
- 弦外之音：《張正傑玩創意音樂會》
- 辰星演藝：《露露聽我說》
- 春禾剧團：《梁山伯與祝英台》、《媽在江湖》
- 台北爱楽剧工廠：《魔笛狂想》、《宅男的異想世界》、《約瑟的神奇彩衣》、《新龜兔賽跑》

### 劇場編劇
- 春禾劇團：《春禾十八招》
- 親愛的劇團：《收信快樂》

### 劇場演出
- 春禾劇團：《愛情哇沙米》、《歡喜鴛鴦樓》、《有錢沒命花》
- 如果兒童劇團：《千禧蟲蟲歷險記》、《隱形貓熊在那裡》、《故事大盜》、《流浪狗之歌》
- 綠光劇團：《結婚，結昏？─辦桌》、《領帶與高跟鞋》、《站在屋頂上唱歌》、《都是當兵惹的禍》
- 屏風表演班：《我妹妹》、《京戲啟示錄》、《黑夜白戲》、《莎姆雷特》、《民國76備忘錄》
- 臺北故事劇場：《大家安靜》
- 台灣藝人館劇團：《狂藍》、《寂寞芳心俱樂部》
- 紙風車劇團：《貓捉老鼠》、《妙猴王大鬧花果村》、《太陽王國歷險記》、《小象巴巴生活日記》、《長角的恐龍》、《巫婆不在家》
- 表演工作坊：《時間與房間》
- 密獵者劇團：《洪堡親王》
- 外表坊時驗團：《眼球先生夜總會》
- 銀翼工作室：《幾米—地下鐵》
- 國立台灣戲曲學院 劇場藝術學系：《深夜食堂》
- 2013年：當代經典讀劇節－《梅蒂妮》

### 電影
- 2007年：《刺青》 飾 竹子父親
- 2023年：《鬼情書 (電影)》 飾老師
- 2010年：《他們在畢業的前一天爆炸》（影展特映版） 飾 陳俊桐（陳浩遠父親）
- 2010年：《小丑魚》
- 2012年：《手機裡的眼淚》 飾 張主任
- 2013年：《總舖師》 飾 劉昆（美食評論家：人間愛吃鬼）
- 2018年：《花開大富貴》 飾 馬文龍（黑幫老大，王明花的債主）
- 2018年：《鑰匙》 飾 薛知道
- 2023年：《開心鬼》 飾 導演
- 2024年：《環南時候》 飾 陳保定(中年)

### 電視劇
- 《謊言》
- 1996年：《尋找蓮花》（公視）
- 1997年：《情比姊妹深》（台視）
- 1997年：《攝影棚也瘋狂》（台視）
- 1998年：《桃花情》（中視）
- 1998年：《桃色危機》（民視）
- 1999年：《同居三合一》（台視） 飾 單常舉
- 2000年：《我們一家都性福》（衛視中文台）
- 2000年：《當我們窩在一起》（公視）
- 2000年：《萬人情婦》（公視人生劇展）
- 2001年：《瑪雅的彩虹》（公視人生劇展）
- 2001年：《水果冰淇淋》（公視）
- 2001年：《Mr.com之死》（中視單元劇）
- 2002年：《來我家吧》（中視） 飾 金大師
- 2002年：《18歲的約定》（八大） 飾 阿倫
- 2003年：《Hi 上班女郎》（中視） 飾 行政副總 陳良光
- 2003年：《愛情哇沙米》（中視單元劇）
- 2004年：《極速傳說-首部曲》（中視）飾  MARCO
- 2005年：《極速傳說-二部曲》（中視）飾  MARCO
- 2005年：《大熊醫師家》（三立都會）
- 2006年：《愛情魔髮師》（台視） 客串 戴漢堅（Amour總監的助理）
- 2007年：《終極一家》（八大） 飾 Vincent
- 2008年：《翻滾吧！蛋炒飯》（中視） 特別出演 國弘
- 2008年：《蜂蜜幸運草》（華視） 客串 原田
- 2010年：《他們在畢業的前一天爆炸》（公視） 飾 陳俊桐（陳浩遠父親）
- 2011年：《我可能不會愛你》（民視） 客串 居酒屋老闆
- 2014年：《16個夏天》（公視） 客串 進哥
- 2015年：《落日 (電視劇)》（客家電視台） 飾 黃柏盛
- 2015年：《明若曉溪》 客串 修斯大夫
- 2016年：《黑盒子》（客台） 飾演 顧文
- 2017年：《深夜食堂 (亞洲華語版)》（愛奇藝） 飾 阿忠
- 2018年：《宅急變》（中視）飾 劉智偉父親
- 2019年：《生死接線員》（公視）飾 醫師 程先鋒
- 2019年：《暗黑者3》（企鹅影视、騰訊視頻）(客串)飾  張海峰(典獄長)
- 2020年：《粉紅色時光》（TVBS歡樂台）飾 何皓東
- 2021年：《超感應學園》（ViuTV、八大戲劇台）飾 羅教授
- 2022年：《你的婚姻不是你的婚姻－恭請光臨曾賈府喜事》（公視、friDay影音）飾 賈毅明（賈安安爸爸）

### 主持
- 《南瓜圖書館》
- 《畫畫101》

## 獎項
| 年份   | 頒獎典禮     | 獎項                      | 影片                | 角色   | 結果 |
| ------ | ------------ | ------------------------- | ------------------- | ------ | ---- |
| 2000年 | 第35屆金鐘獎 | 最佳兒童節目主持人獎      | 畫畫101             |        | 提名 |
| 2001年 | 第36屆金鐘獎 | 迷你劇集/電視電影男配角獎 | Mr.com之死          |        | 提名 |
| 2016年 | 第51屆金鐘獎 | 戲劇節目男主角獎          | 客家電視電影院-落日 | 黃柏盛 | 提名 |

## 外部連結
- 單承矩在互联网电影资料库（IMDb）上的資料（英文）（英文）
- 單承矩在香港影庫上的簡介
- 單承矩在时光网上的簡介（简体中文）